# Quatre-Champs
Quatre-Champs ist eine französische Gemeinde mit 244 Einwohnern (Stand: 1. Januar 2022) im Département Ardennes in der Region Grand Est (bis 2015 Champagne-Ardenne). Sie gehört zum Arrondissement Vouziers und zum Kommunalverband L’Argonne Ardennaise. Die Bewohner werden Quatchenats genannt.

## Geografie
Die Gemeinde Quatre-Champs liegt im Hügelland zwischen der Champagne und den Ardennen am Aisne-Nebenfluss Fournelle, etwa 30 Kilometer östlich von Rethel und etwa 35 Kilometer südsüdwestlich von Sedan. Im Westen, Norden und Südosten hat die Gemeinde Anteile an größeren Waldgebieten. Zum Gemeindegebiet gehören die Ortsteile La Converserie und La Tuilerie. Umgeben wird Quatre-Champs von den Nachbargemeinden Bairon et ses environs im Norden, Belleville-et-Châtillon-sur-Bar im Nordosten und Südosten, Noirval im Osten, Toges im Süden, Ballay im Südwesten sowie Vandy im Westen.

## Bevölkerungsentwicklung
| Jahr      | 1962 | 1968 | 1975 | 1982 | 1990 | 1999 | 2006 | 2014 | 2021 |
| Einwohner | 237  | 212  | 156  | 170  | 187  | 189  | 198  | 200  | 241  |

Im Jahr 1836 wurde mit 544 Bewohnern die bisher höchste Einwohnerzahl ermittelt. Die Zahlen basieren auf den Daten von cassini.ehess und INSEE.

## Sehenswürdigkeiten

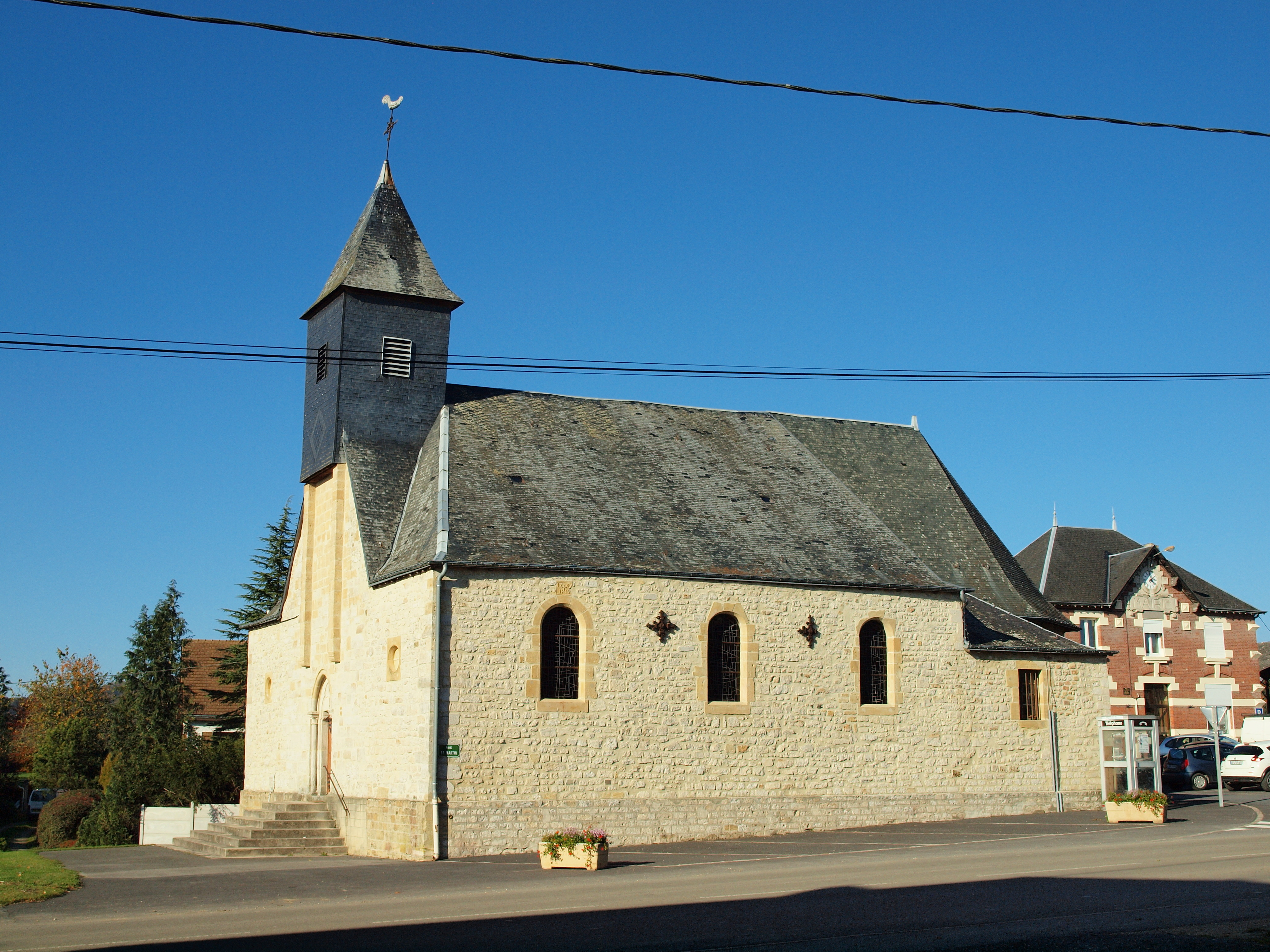
Kirche Saint-Martin
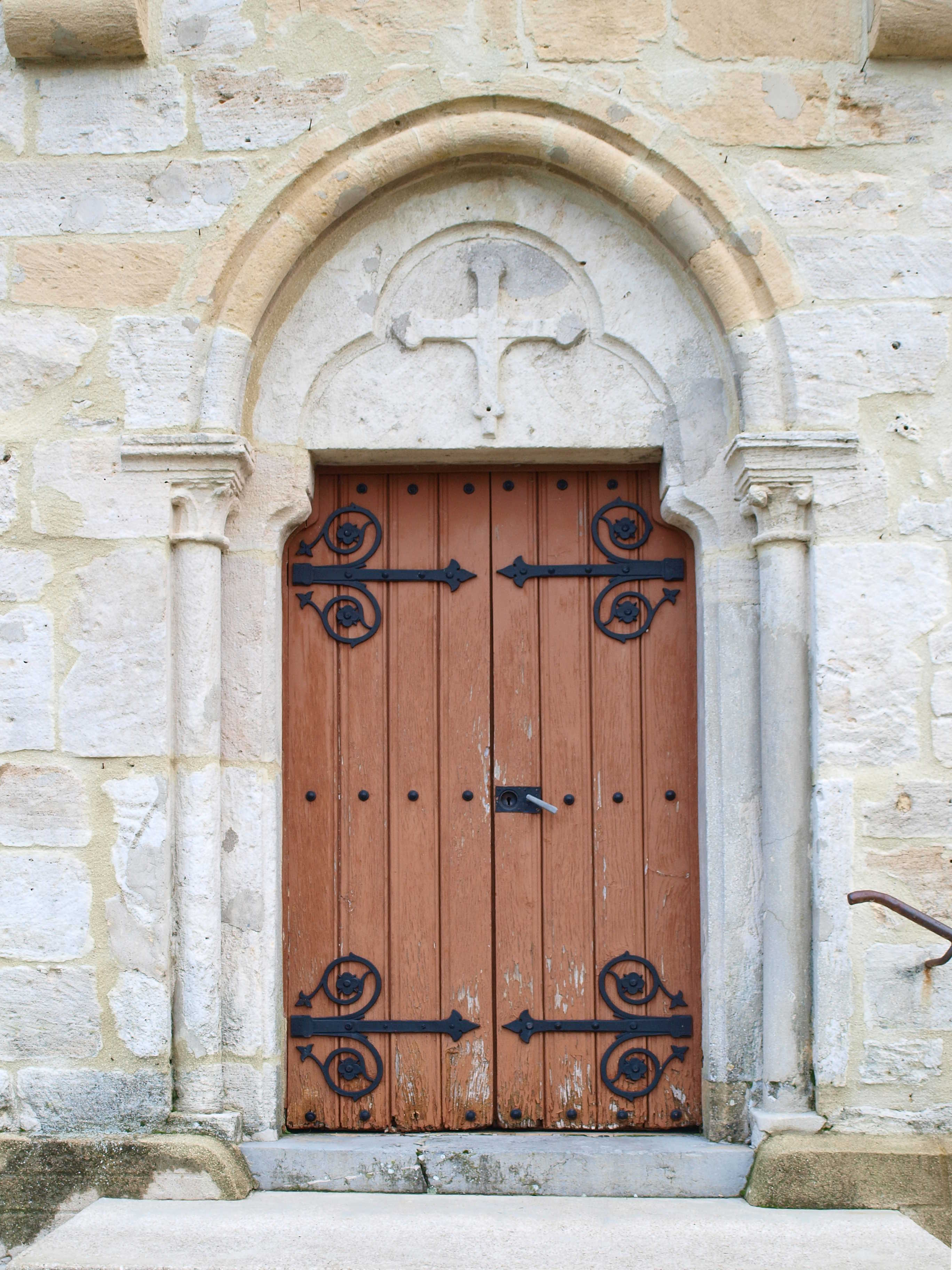
Kirchenportal
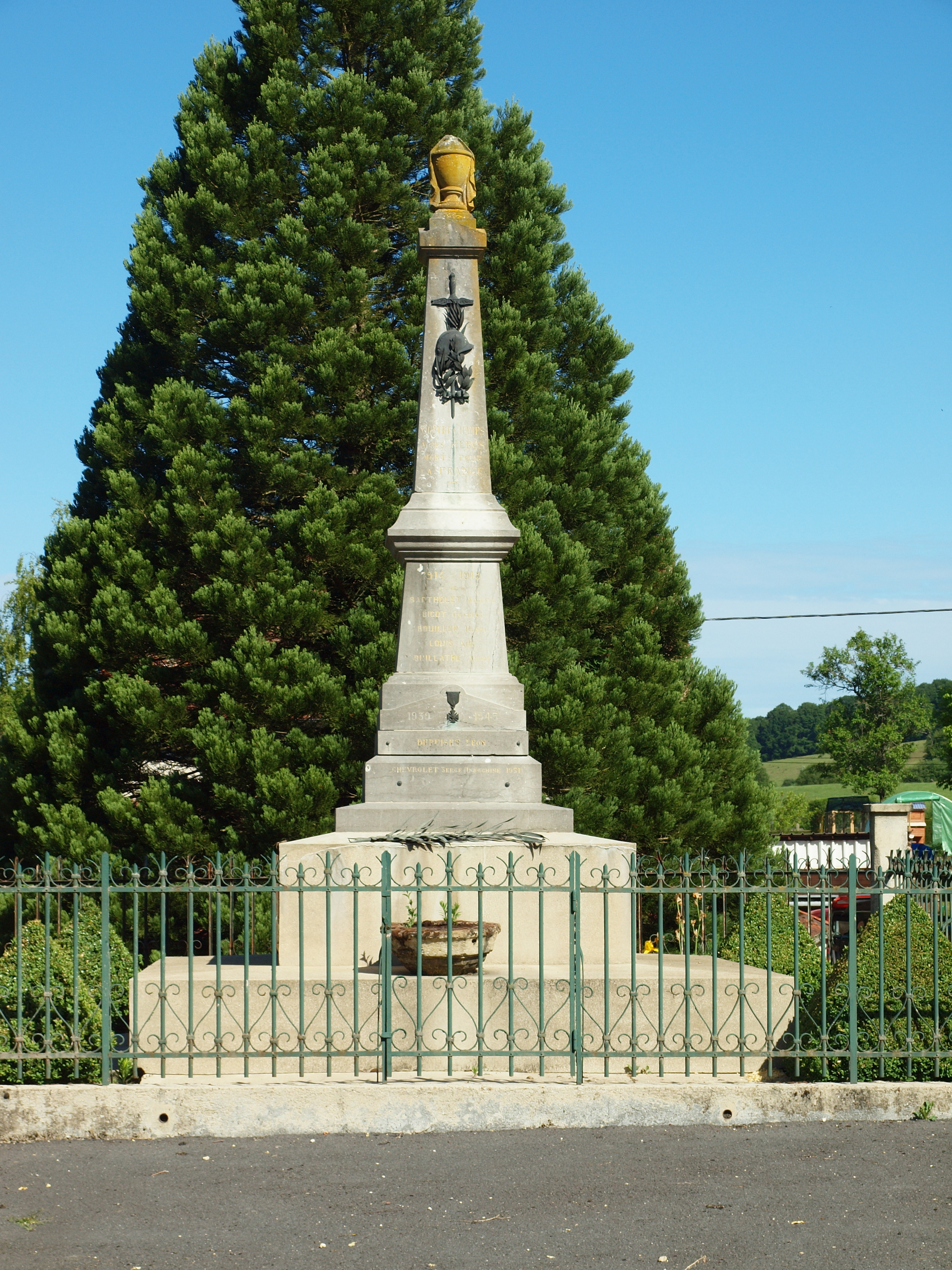
Gefallenendenkmal

- Fontaine Isabeau und weitere zwei Brunnen
- drei Flurkreuze

- Kirche Saint-Martin
- Kirchenportal
- Gefallenendenkmal

## Wirtschaft und Infrastruktur
Quatre-Champs ist in Teilen ländlich geprägt. In der Gemeinde sind zehn Forstbetriebe und fünf Landwirtschaftsbetriebe (Rinderzucht und Milchviehhaltung) ansässig.
Durch die Gemeinde Quatre-Champs führt die Fernstraße D 977 von Sedan nach Vouziers. In der 30 Kilometer entfernten Stadt Rethel besteht ein Anschluss an die Autoroute A34 (Reims–Sedan). Der 35 Kilometer von Quatre-Champs entfernte Bahnhof Sedan liegt an der Bahnstrecke Mohon–Thionville.

## Belege
1. ↑  Quatre-Champs auf cassini.ehess
2. ↑  Quatre-Champs auf INSEE
3. ↑  Forstbetriebe auf annuaire-mairie.fr (französisch)
4. ↑  Landwirtschaftsbetriebe auf annuaire-mairie.fr (französisch)